# Petri Pasanen
Petri Pasanen (nascut el 24 de setembre de 1980 en Lahti) és un jugador finès que actualment juga pel Werder Bremen en la Bundesliga.